# Cardioglossa alsco
Cardioglossa alsco е вид земноводно от семейство Arthroleptidae. Видът е критично застрашен от изчезване.

## Разпространение
Разпространен е в Камерун.